# 320 г. пр.н.е.
320 (триста и двадесета) година преди новата ера (пр.н.е.) е година от доюлианския (Помпилийски) римски календар.

## Събития

### В Македонската империя
- Птолемей окупира Юдея.

### В Сицилия
- Агатокъл е принуден временно да напусне Сиракуза.[1][notes 1]

### В Римската република
- Консули са Луций Папирий Курсор (за II път) и Квинт Публилий Филон (за II път).
- Римляните побеждават при Луцерия, но самнитите завладяват Фрегеле.[2]

## Родени
- Птолемей Керавън, цар на Македония и Тракия (умрял 279 г. пр.н.е.)

## Починали
Бележки:
1. ↑  Годината е приблизителна.